# Silésien (langue slave)
Pour les articles homonymes, voir Silésien.

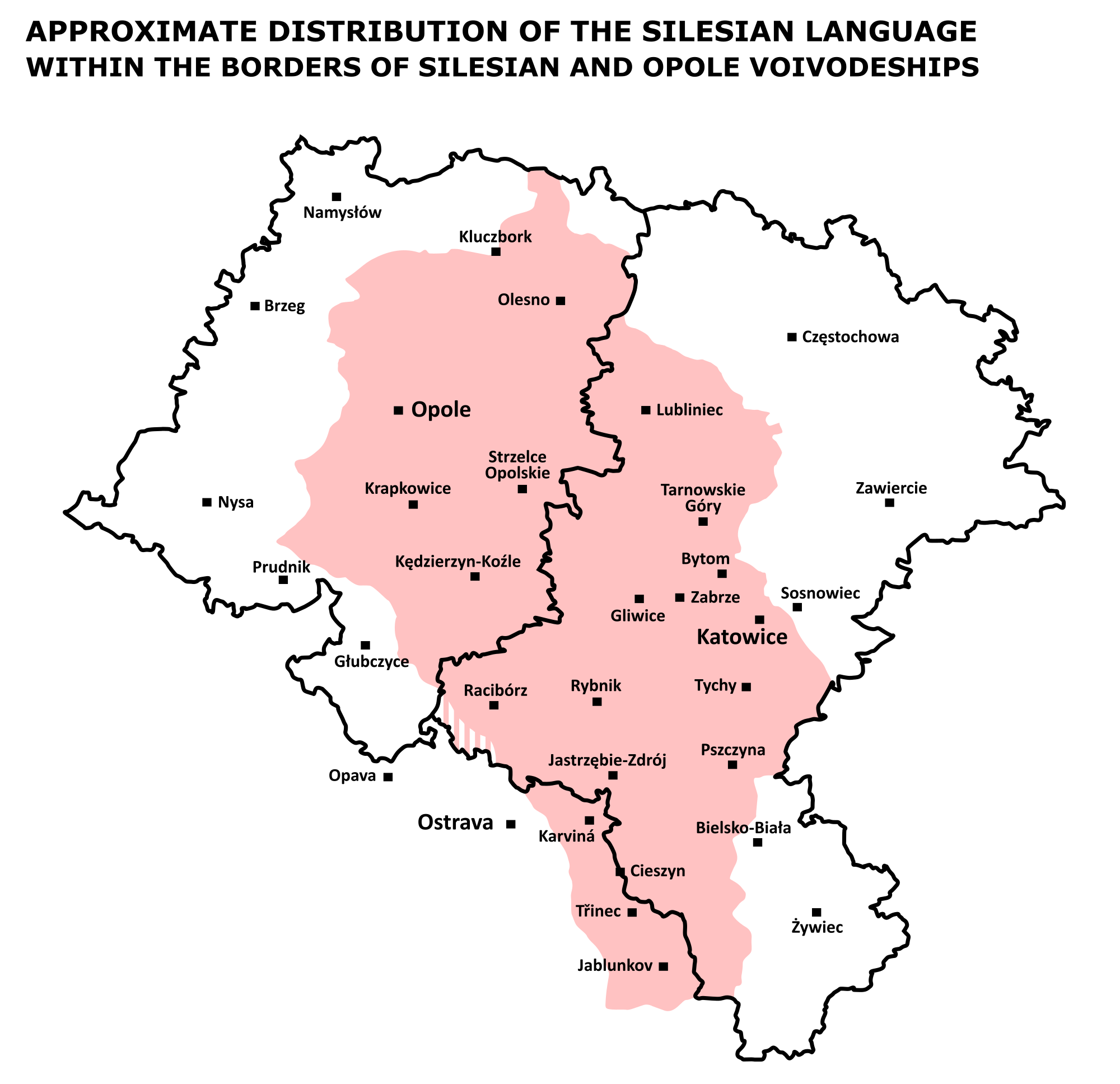
Aire de répartition de la langue silésienne dans les voïvodies de Silésie et d'Opole

Le silésien (ślōnskŏ gŏdka, ślōnski, parfois po naszymu) ou haut-silésien est un parler (ou un ensemble de parlers) utilisé concurremment avec le polonais par une partie de la population de Haute-Silésie en Pologne, et un peu en Tchéquie et en Allemagne. Lors du recensement de 2011, 529 377 Polonais déclarent utiliser le silésien à la maison, dont 140 012 comme langue maternelle, mais le nombre total de locuteurs dans le monde est estimé à 1 250 000.
Le silésien est étroitement apparenté au polonais, c'est pourquoi il est considéré comme un dialecte du polonais par certains linguistes,,,,,,,,. Les dialectes silésiens polonais se distinguent par des différences locales marquées. Au cours de l'histoire, ces dialectes ont évolué indépendamment de la langue polonaise, seule référence normalisée de la langue écrite,. Des tentatives pour normaliser les dialectes silésiens sont actuellement menées notamment par des militants autonomistes, pour promouvoir l'idée d'une spécificité de la Silésie. Le principal parti autonomiste est le Mouvement pour l'autonomie de la Silésie dirigé par l'historien Jerzy Gorzelik (pl).
Certains linguistes estiment que la création d'une langue silésienne standard unifiée est artificielle. La normalisation de plusieurs dialectes, tous différents, conduirait soit à privilégier l'un d'eux au détriment des voisins, soit à créer une sorte d'« espéranto silésien ».
Depuis septembre 2007, des membres du Parlement polonais ont présenté à plusieurs reprises des propositions de loi visant à la reconnaissance officielle du silésien comme langue régionale de Pologne, mais elles n'ont jamais été adoptées.

## Alphabet
Les usagers du silésien ont longtemps utilisé l'alphabet polonais pour écrire ou transcrire cette langue, parallèlement à d'autres systèmes dont le plus connu est celui de Feliks Steuer (pl), dialectologue et proviseur de lycée à Katowice.
En 2006 est adopté un nouvel alphabet spécifique unifié, empruntant au tchèque le č, le ř, le š, le ů et le ž, tout en conservant le ć, le ł (variante facultative du l), le ń, le ś et le w du polonais. Il est utilisé sur Internet, par exemple sur la Wikipédia en silésien.
| Aa | Bb | Cc | Ćć | Čč | Dd | Ee | Ff | Gg | Hh | Ii | Jj | Kk | Ll | Łł | Mm | Nn | Ńń | Oo | Pp | Rr | Řř | Ss | Śś | Šš | Tt | Uu | Ůů | Ww | Yy | Zz | Źź | Žž |

Et quelques digraphes : Ch Dz Dź Dž.
Depuis 2010, l'alphabet Ślabikŏrzowy szrajbōnek (pl), conçu pour permettre un meilleur accès à la prononciation réelle à partir de l'écrit pour les lecteurs ne maîtrisant pas le silésien (notamment les jeunes désireux de se réapproprier le parler de leurs ancêtres) est également utilisé sur la Wikipédia en silésien.
A, Ã, B, C, Ć, D, E, F, G, H, I, J, K, L, Ł, M, Ń, O, Ŏ, Ō, Ô, Õ, P, R, S, Ś, T, U, W, Y, Z, Ź, Ż.